# Bois de pomme
Syzygium cordemoyi
Ne doit pas être confondu avec Bois de pomme blanc ou Bois de pomme rouge.
Espèce
Synonymes
- Eugenia platyphylla Cordem.[1]

Le bois de pomme (Syzygium cordemoyi) est une espèce de plantes à fleurs de la famille des Myrtaceae. C'est un arbre endémique de l'île de La Réunion, département d'outre-mer français dans le sud-ouest de l'océan Indien.